# Tennis South Invitational 1977 - Doppio
Il doppio del torneo di tennis Tennis South Invitational 1977, facente parte della categoria Grand Prix, ha avuto come vincitori Bob Hewitt e Frew McMillan che hanno battuto in finale Phil Dent e Ken Rosewall con il punteggio di 6–2, 7–6.

## Tabellone

### Legenda
| - Q = Qualificato - WC = Wild card - LL = Lucky loser | - ALT = Alternate - SE = Special Exempt - PR = Protected Ranking | - w/o = Walkover - r = Ritirato - d = Squalificato |

|  | Quarti di finale             | Quarti di finale             | Quarti di finale             | Quarti di finale             | Quarti di finale |  |  | Semifinali                   | Semifinali                   | Semifinali                | Semifinali             | Semifinali             |   |   | Finale                   | Finale                   | Finale                   | Finale | Finale |  |
|  |                              |                              |                              |                              |                  |  |  |                              |                              |                           |                        |                        |   |   |                          |                          |                          |        |        |  |
|  | Bob Hewitt Frew McMillan     | Bob Hewitt Frew McMillan     | Bob Hewitt Frew McMillan     | 6                            | 6                |  |  |                              |                              |                           |                        |                        |   |   |                          |                          |                          |        |        |  |
|  | Anand Amritraj Brian Teacher | Anand Amritraj Brian Teacher | Anand Amritraj Brian Teacher | 3                            | 4                |  |  | Bob Hewitt Frew McMillan     | Bob Hewitt Frew McMillan     | Bob Hewitt Frew McMillan  | 7                      | 6                      |   |   |                          |                          |                          |        |        |  |
|  | Billy Martin Bill Scanlon    | Billy Martin Bill Scanlon    | 6                            | 3                            | 6                |  |  | Billy Martin Bill Scanlon    | Billy Martin Bill Scanlon    | Billy Martin Bill Scanlon | 5                      | 2                      |   |   |                          |                          |                          |        |        |  |
|  | Peter Fleming Gene Mayer     | Peter Fleming Gene Mayer     | 4                            | 6                            | 3                |  |  |                              |                              |                           |                        |                        |   |   | Bob Hewitt Frew McMillan | Bob Hewitt Frew McMillan | Bob Hewitt Frew McMillan | 6      | 7      |  |
|  | Phil Dent Ken Rosewall       | Phil Dent Ken Rosewall       | Phil Dent Ken Rosewall       | Phil Dent Ken Rosewall       | w/o              |  |  |                              |                              | Phil Dent Ken Rosewall    | Phil Dent Ken Rosewall | Phil Dent Ken Rosewall | 2 | 6 |                          |                          |                          |        |        |  |
|  | Andrew Pattison Cliff Richey | Andrew Pattison Cliff Richey | Andrew Pattison Cliff Richey | Andrew Pattison Cliff Richey |                  |  |  | Phil Dent Ken Rosewall       | Phil Dent Ken Rosewall       | 2                         | 6                      | 6                      |   |   |                          |                          |                          |        |        |  |
|  | Fred McNair Sherwood Stewart | Fred McNair Sherwood Stewart | Fred McNair Sherwood Stewart | 6                            | 7                |  |  | Fred McNair Sherwood Stewart | Fred McNair Sherwood Stewart | 6                         | 3                      | 0                      |   |   |                          |                          |                          |        |        |  |
|  | Charles Owens Ricardo Ycaza  | Charles Owens Ricardo Ycaza  | Charles Owens Ricardo Ycaza  | 3                            | 6                |  |  |                              |                              |                           |                        |                        |   |   |                          |                          |                          |        |        |  |